# Dideba zetsit kurtheuls
"Dideba zetsit kurtheuls" (transliteração de დიდება ზეცით კურთეულს, "Louvado seja o celestial distribuidor de bençãos" em georgiano) foi o hino nacional da Geórgia durante os períodos de 1918 a 1920, e de 14 de novembro de 1990 a 23 de abril de 2004, após a independência da União Soviética. Foi escrito e composto por Kote Potskhverashvili (1889-1959). No dia 23 de Abril de 2004, exactamente cinco meses após a demissão do presidente Eduard Shevardnadze, este hino deu lugar a um novo chamado Tavisupleba.

## Texto em georgiano
დიდება ზეცით კურთხეულს!
დიდება ქვეყნად სამოთხეს!
ტურფა ივერსა,
დიდება ძმობას, ერთობას!
დიდება თავისუფლებას!
დიდება სამარადისო
ქართველ მხნე ერსა!
დიდება ჩვენსა სამშობლოს!
დიდება ჩვენი სიცოცხლის
მიზანს დიადსა!
„ვაშა!“ ტრფობასა, სიყვარულს,
„ვაშა!“ შვებასა, სიხარულს,
„სალამი!“ ჭეშმარიტების,
შუქ — განთიადსა.

## Transliteração
Dideba zetsit kurtheuls
Dideba kvehnad samotkhes,
Turpha iversa.
Dideba dzmobas, ertobas.
Dideba tavisuplebas,
Dideba samaradiso
Kartulmkhne ersa!
Dideba chvensa samshoblos,
Dideba chveni sitsotskhlis
Mizans diadsa;
Vasha trphobasa, sikvaruls
Vasha shvebasa, siharuls,
Salami chesh maritebis,
Shuk gantiadsa!

## Tradução em português
Louvado seja o celestial distribuidor de bênçãos,
Louvado seja o paraíso na terra,
Aos radiantes georgianos,
Louvadas sejam a fraternidade e a união,
Louvada seja a liberdade,
Louvado seja o eterno,
Animado povo georgiano!
Louvada seja a nossa pátria,
Louvada seja a grande e resplandescente meta de nossas vidas;
Salve, ó alegria e amor,
Salve, felicidade e caridade,
Saudações à verdade, que ilumina a alvorada!